# Крапивенский-1
Крапивенский-1 — деревня в Смоленской области России, в Рославльском районе. Расположена в южной части области в 14 к северо-западу от Рославля, на автодороге А141 Орёл — Витебск. Станция Крапивенская на железнодорожной ветке Орёл — Рига. Территория деревни практически сливается с деревнями Крапивенский-2 (190 жителей). Административный центр Рославльского сельского поселения.

## Население
215 жителей (2007 год).

## Достопримечательности
- Могила неизвестного солдата, погибшего в Великую Отечественную войну.